# The House on Sorority Row
The House on Sorority Row is een Amerikaanse slasher-film uit 1983 onder regie van Mark Rosman. In 2009 verscheen hier een remake van getiteld Sorority Row.

## Plot
Katy is een studente die door andere leden van het studentencorps onder druk wordt gezet een grap uit te halen met de huisbaas,  Mrs. Slater. Mrs. Slater is een grote vrouw die erom bekendstaat meedogenloos te zijn. De grap loopt gruwelijk uit de hand en het resultaat is dat Mrs. Slater wordt neergeschoten. De meiden verbergen haar lichaam in het zwembad en nemen zich voor een oplossing te bedenken na hun examenfeest. Wanneer een feestganger doorboord (door een puntige wandelstok) en weggesleept wordt door een onbekend figuur, beseft men dat er iets goed mis is.
Op een gegeven moment dreigt een van de feestgangers in het zwembad te springen. De meiden zijn bang dat de lichten van het zwembad aan zullen gaan, waardoor Mrs. Slaters lichaam onthuld zou worden. Stevie probeert snel de stroom af te sluiten. Terwijl ze dit doet, wordt ook zij vermoord. De meiden zijn verbaasd als ze ontdekken dat Mrs. Slaters lichaam zich op de zolder bevindt. Morgan verstopt zich en ook zij wordt genadeloos vermoord.
De meiden besluiten het lichaam van Mrs. Slater te begraven op een begraafplaats. Katy verkent ondertussen de zolder en vindt enkel speelgoed voor kinderen. Diane wordt vermoord als ze in de auto wacht op de andere meiden. Ook Jeanie wordt aangevallen, maar zij ontkomt aan de dood. Nadat ze Katy informeert over de aanval, wordt ze de badkamer in gelokt en doodgestoken met een keukenmes.
Als het feest is afgelopen, blijven enkel Katy en haar date Peter over. Ze komt er later achter dat Mrs. Slaters lichaam nog in het zwembad ligt. Mede door de hulp van Dr. Beck ontdekt ze dat ze nog levend, maar buiten bewustzijn is. Vicki en Liz proberen ondertussen het lichaam te begraven van wat ze denken dat het Mrs. Slater is. Tijdens dit proces worden ook zij doodgestoken. Katy en Beck arriveren niet veel later op de begraafplaats en treffen hun levenloze lichamen aan.
Dr. Beck vertelt Katy dat Mrs. Slater een mentaal zieke zoon had genaamd Eric. Hij woonde in de zolder van het studentenhuis en was een getuige van de schietpartij van Mrs. Slater. Sindsdien heeft hij alle medeplichtigen gedood. Dr. Beck gebruikt Katy als lokaas voor Eric om hem dood te schieten als hij in beeld komt. Het plan loopt fout en Eric dood Dr. Beck. Een achtervolging volgt en Katy grijpt uiteindelijk naar een mes en steekt Eric hiermee dood.

## Rolbezetting
| Acteur               | Personage             |
| -------------------- | --------------------- |
| Kate McNeil          | Katherine 'Katy' Rose |
| Eileen Davidson      | Vicki                 |
| Janis Ward           | Liz                   |
| Robin Meloy          | Jeanie                |
| Harley Jane Kozak    | Diane                 |
| Jodi Draigie         | Morgan                |
| Ellen Dorsher        | Stevie                |
| Lois Kelso Hunt      | Mrs. Dorothy Slater   |
| Christopher Lawrence | Dr. Nelson Beck       |
| Michael Kuhn         | Peter                 |